# Rädda Kynnefjäll

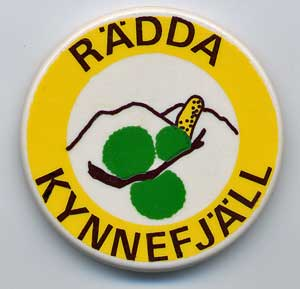
Rockmärke för Rädda Kynnefjäll.

Aktionsgruppen Rädda Kynnefjäll var en proteströrelse mot planerna på lagring av använt kärnbränsle i berggrunden på Kynnefjäll som ligger i Tanums kommun och till en mindre del i Munkedals kommun och Dals Eds kommun. Rörelsen var aktiv med vakthållning på Kynnefjället mellan åren 1980 och 2000.

## Bakgrund
Vid drift av kärnkraftverk bildas radioaktivt avfall. Radioaktiviteten försvinner endast långsamt och avfallet måste därför lagras på ett säkert sätt under flera årtusenden. Kärnkraftsindustrin i Sverige hade under 1970-talet fått i uppdrag att ta fram metoder och platser för lagringen av det radioaktiva avfallet.
Flera platser i Sverige bedömdes av kärnkraftindustrin och PRAV (statliga Programrådet för radioaktivt avfall) ha berggrund av sådana kvalitéer att den skulle duga för långtidslagring av kärnkraftsavfall. Detta för långtidsförvaring av uttjänat radioaktivt material, som i vissa fall har en strålningshalveringstid på tusen år.
För att säkerställa detta skulle det behövas provborrningar i bergsurgrunden på bl.a. Kynnefjället.

## Kynnefjäll
Det är ett bergigt skogsområde i gränsområdet mellan kommunerna Tanum, Munkedal och Dals Ed. Kynnefjäll ligger delvis i landskapet Bohuslän och delvis i landskapet Dalsland, numera i det sedan 1995 bildade Västra Götalands län. Delar av Kynnefjäll blev 1992 naturreservat och området ingår numera i EU:s ekologiska nätverk av skyddade områden, Natura 2000. Kynnefjäll är ett mycket vackert naturområde. Aktionsgruppen Rädda Kynnefjälls vaktstuga ligger precis längs med den 37 mil långa vandringsleden Bohusleden som genomkorsar en del av Kynnefjället.

## Aktionsgruppen Rädda Kynnefjäll bildas
I augusti 1979 stod det en notis i Göteborgs-Posten om att Svensk Kärnbränslehantering (SKB) utsett Kynnefjäll till en av de platser i Sverige där provborrning för utbränt kärnavfall skulle inledas. Ryktet spred sig snabbt och en opinion mot planerna bildades. 18 augusti 1979 samlades över 1000 personer, däribland energiministern och kärnkraftsmotståndaren Olof Johansson, journalister från hela Europa och t.o.m. radiojournalister från Japan på kärnkraftsavfallsmotståndaren Erik Johanssons gård Lunneskog, som ligger vid foten av Kynnefjäll.
Invånarna i de tre kommunerna där Kynnefjäll ligger var sedan tidigare negativt inställda till kärnkraft. Propåer om byggnation av kärnkraftverk i Brodalen i Lysekils kommun och upparbetningsanläggning söder om Sannäs i Tanums kommun hade mötts av folkliga protester. Folkomröstningen om kärnkraften hade nyligen ägt rum och Linje 3 (Nej-linjen) hade då i kommunerna Tanums kommun, Munkedals kommun och Dals Eds kommun fått respektive 60,6 %, 56,6 % respektive 64,2 % av rösterna.
I april 1980, på ett stormöte i Hedekas, beslutade man att man skulle börja med vakthållning på Kynnefjället. 21 april 1980 kom ett antal lastbilar med borrutrustning körande upp mot de tilltänkta borrplatserna på Kynnefjäll. Bilarna var tungt lastade och grusvägarna var mjuka efter regn, varför lastbilarna körde fast. Någon framtransport och avlastning av borrutrustningen skedde därför aldrig den dagen. På något dygn, innan lastbilarna med borrutrustning kommit loss, hade en protestaktion startat. De protesterande omringade lastbilarna. Borrpersonalen insåg snabbt att de inte skulle nå de tilltänkta borrplatserna och vände om med sin utrustning.
Aktionsgruppen Rädda Kynnefjäll bildades 19 april 1980.  Huvudsakligen bestod föreningen av människor från närområdet. Drivande kraft inom föreningen var bland annat den pensionerade fackföreningsmannen och journalisten Evert Arvidsson från Hamburgsund.

## Vakt på fjället i nästan tjugo år

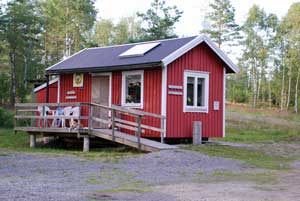
Rädda Kynnefjälls vaktstuga. För exakt läge, se koordinater längst upp till höger.

Eftersom det för motståndarna mot provborrning saknades information om det skulle göras nya försök eller ej att ta upp borrutrustning på Kynnefjället så tog man det säkra före det osäkra. Man startade därför vakthållningen dygnet runt inledningsvis vid två strategiskt placerade vägkorsningar på fjället. Senare fortsatte vakthållningen vid en vägkorsning. Först skedde det med övernattning i tält, sedan i husvagn och senare i en speciellt byggd vaktstuga. Där fanns fyra sängplatser men ibland kunde det övernatta 12 väktare samtidigt. Stugan har fortfarande samma utseende och utformning.

## Besked från regeringen
7 februari 2000 fick Rädda Kynnefjäll en skriftlig garanti mot ett förvar på Kynnefjäll av miljöminister Kjell Larsson. Därefter beslöts att vakthållningen skulle upphöra. Måndagen den 7 februari 2000, klockan 18.00, gick sista vakten av.

## Epilog
Vaktstugan finns fortfarande kvar vid samma vägkorsning vid Lunden på Kynnefjället. Den har numera flyttas till andra sidan vägen och står på en tomt som den nybildade Föreningen Rädda Kynnefjäll har fått till skänks. Den nybildade Föreningen Rädda Kynnefjälls ordförande är Christer Nilsson som även är fullmäktigeordförande i Munkedal kommun.
Vakthållningen blev berömd världen runt och människor kom resandes långt ifrån, till och med från Australien, för att delta i protestaktionen. I Guinness rekordbok står det att det är världens tidsmässigt längsta protestaktion. Vakthållningen mot atomsoporna pågick totalt i 19 år, nio månader och 17 dagar.
Lördagen den 21 april 2001 restes en minnessten över protestaktionen intill vaktstugan vid Lundens gård på Kynnefjället. Rädda Kynnefjäll fick också annan uppskattning, till exempel från Dals Eds kommun som skänkte ett äppelträd och Miljöpartiet de gröna som skänkte en hagtornsväxt till föreningen. Centerpartiet har utdelat ett miljöpris till organisationen Rädda Kynnefjäll.
Trettio år har gått sedan kärnkraftsfolkomröstningen avgjordes med resultatet att kärnkraften skall avvecklas. Ett av kärnkraftverken, Barsebäck, avvecklades i maj 2005 och de sista 32 bränsleelementena lämnade Barsebäck 1 december 2006 för transport med kärnbränslefartyget M/S Sigyn till mellanlagringsstationen i Oskarshamn. Planen säger att ett slutförvar skall stå färdigt 2018. Samtidigt har kärnkraftsindustrin i Sverige gjort nya investeringar i de kvarvarande kärnkraftverken vilket har förbättrat produktiviteten.
Den 17 juni 2010 beslutade Sveriges riksdag efter en maratondebatt på 8 timmar att nya kärnkraftverk skall få lov att byggas. Detta skedde samma år som kärnkraften skulle vara avvecklad enligt folkomröstningsbeslutet 1980. Riksdagens ja-beslut röstades igenom trots kraftiga protester från Greenpeace och Fältbiologerna.
Lördagen den 7 augusti 2010 firade den ombildade Aktionsgruppen Rädda Kynnefjäll sin 30:e Kynnefjällsdag vid vaktstugan.